# FIVB Volleyball World Grand Champions Cup 2009 (damer)
FIVB Volleyball World Grand Champions Cup 2009 hölls 10 till 15 november 2009 i Fukuoka och Tokyo, Japan. Det var den femte upplagan av turneringen och sex landslag från FIVB:s medlemsförbund deltog. Italien vann tävlingen för första gången. Simona Gioli utsågs till mest värdefulla spelare, medan Kim Yeon-koung var främsta poängvinnare.

## Arenor
|                                                                   |                                                                         |  |
|                                                                   |                                                                         |  |
| Marine Messe Fukuoka Stad: Fukuoka Kapacitet: 15 000 Öppnad: 1995 | Tokyo Metropolitan Gymnasium Stad: Tokyo Kapacitet: 10 000 Öppnad: 1954 |  |

## Regelverk[3]

### Format
Tävlingen genomfördes i form av seriespel.

### Metod för att bestämma tabellplacering
Efter varje match tilldelades 2 poäng till det vinnande laget och 1 poäng till det förlorande laget. Rankningsordningen i serien definierades utifrån:
- Poäng
- Kvot vunna / förlorade set
- Kvot vunna / förlorade poäng.
- Inbördes möte(n)

## Deltagande lag
| Lag                     | Turnering                             | Deltog senast |
| ----------------------- | ------------------------------------- | ------------- |
| Brasilien               | 1:a sydamerikanska mästerskapet 2009  | Japan 2005    |
| Sydkorea                | Wild card                             | Japan 2005    |
| Japan                   | Värdland                              | Japan 2005    |
| Italien                 | 1:a EM 2009                           | Debut         |
| Dominikanska republiken | 1:a nordamerikanska mästerskapet 2009 | Debut         |
| Thailand                | 1:a asiatiska mästerskapet 2009       | Debut         |

## Turneringen[4]

### Resultat
| 10 november 2009 Tokyo Metropolitan Gymnasium, Tokyo Speltid: 1h:16 - Åskådare: 1 550  | Thailand                | 0 - 3 | Italien                 | 25-27, 22-25, 22-25               |
| 10 november 2009 Tokyo Metropolitan Gymnasium, Tokyo Speltid: 1h:19 - Åskådare: 2 700  | Dominikanska republiken | 0 - 3 | Brasilien               | 23-25, 16-25, 17-25               |
| 10 november 2009 Tokyo Metropolitan Gymnasium, Tokyo Speltid: 1h:43 - Åskådare: 10 110 | Japan                   | 3 - 1 | Sydkorea                | 22-25, 27-25, 25-16, 25-10        |
| 11 november 2009 Tokyo Metropolitan Gymnasium, Tokyo Speltid: 1h:48 - Åskådare: 1 600  | Thailand                | 1 - 3 | Dominikanska republiken | 25-14, 20-25, 21-25, 26-28        |
| 11 november 2009 Tokyo Metropolitan Gymnasium, Tokyo Speltid: 2h:07 - Åskådare: 5 000  | Italien                 | 3 - 2 | Sydkorea                | 24-26, 24-26, 28-26, 25-19, 15-9  |
| 11 november 2009 Tokyo Metropolitan Gymnasium, Tokyo Speltid: 2h:11 - Åskådare: 9 400  | Brasilien               | 3 - 1 | Japan                   | 24-26, 25-21, 25-23, 25-21        |
| 12 november 2009 Tokyo Metropolitan Gymnasium, Tokyo Speltid: 1h:24 - Åskådare: 2 700  | Sydkorea                | 0 - 3 | Brasilien               | 26-28, 17-25, 15-25               |
| 12 november 2009 Tokyo Metropolitan Gymnasium, Tokyo Speltid: 1h:12 - Åskådare: 3 600  | Dominikanska republiken | 0 - 3 | Italien                 | 19-25, 18-25, 20-25               |
| 12 november 2009 Tokyo Metropolitan Gymnasium, Tokyo Speltid: 1h:29 - Åskådare: 8 000  | Japan                   | 3 - 0 | Thailand                | 25-21, 25-18, 25-12               |
| 14 november 2009 Marine Messe Fukuoka, Fukuoka Speltid: 1h:59 - Åskådare: 3 300        | Thailand                | 2 - 3 | Sydkorea                | 18-25, 19-25, 25-16, 25-14, 11-15 |
| 14 november 2009 Marine Messe Fukuoka, Fukuoka Speltid: 1h:54 - Åskådare: 5 340        | Italien                 | 3 - 0 | Brasilien               | 25-21, 25-23, 25-21               |
| 14 november 2009 Marine Messe Fukuoka, Fukuoka Speltid: 2h:02 - Åskådare: 8 000        | Dominikanska republiken | 3 - 1 | Japan                   | 24-26, 25-22, 25-16, 25-18        |
| 15 november 2009 Marine Messe Fukuoka, Fukuoka Speltid: 1h:15 - Åskådare: 3 450        | Brasilien               | 3 - 0 | Thailand                | 25-22, 25-20, 25-18               |
| 15 november 2009 Marine Messe Fukuoka, Fukuoka Speltid: 1h:26 - Åskådare: 4 720        | Sydkorea                | 0 - 3 | Dominikanska republiken | 17-25, 18-25, 22-25               |
| 15 november 2009 Marine Messe Fukuoka, Fukuoka Speltid: 2h:08 - Åskådare: 8 010        | Japan                   | 1 - 3 | Italien                 | 30-32, 22-25, 26-24, 18-25        |

### Sluttabell
| Pos. | Lag                     | Pt | M | V | F | SV | SF | Kvot  | PV  | PF  | Kvot  |
| ---- | ----------------------- | -- | - | - | - | -- | -- | ----- | --- | --- | ----- |
| 1    | Italien                 | 10 | 5 | 5 | 0 | 15 | 3  | 5.000 | 449 | 393 | 1.142 |
| 2    | Brasilien               | 9  | 5 | 4 | 1 | 12 | 4  | 3.000 | 392 | 340 | 1.153 |
| 3    | Dominikanska republiken | 8  | 5 | 3 | 2 | 9  | 8  | 1.125 | 379 | 381 | 0.995 |
| 4    | Japan                   | 7  | 5 | 2 | 3 | 9  | 10 | 0.900 | 443 | 431 | 1.028 |
| 5    | Sydkorea                | 6  | 5 | 1 | 4 | 6  | 14 | 0.429 | 392 | 466 | 0.841 |
| 6    | Thailand                | 5  | 5 | 0 | 5 | 3  | 15 | 0.200 | 370 | 414 | 0.894 |

## Slutplaceringar
| Pos | Lag                     |
| --- | ----------------------- |
|     | Italien                 |
|     | Brasilien               |
|     | Dominikanska republiken |
| 4   | Japan                   |
| 5   | Sydkorea                |
| 6   | Thailand                |

## Individuella utmärkelser
| Utmärkelse              | Namn                | Lag       |
| ----------------------- | ------------------- | --------- |
| Mest värdefulla spelare | Simona Gioli        | Italien   |
| Bästa poängvinnare      | Kim Yeon-koung      | Sydkorea  |
| Bästa anfallare         | Simona Gioli        | Italien   |
| Bästa blockare          | Yang Hyo-jin        | Sydkorea  |
| Bästa servare           | Malika Kanthong     | Thailand  |
| Bästa passare           | Yoshie Takeshita    | Japan     |
| Bästa libero            | Fabiana de Oliveira | Brasilien |